# Ruby Gentry
Ruby Gentry is een Amerikaanse dramafilm uit 1952 onder regie van King Vidor. Destijds werd de film uitgebracht onder de titel Verraderlijk als het moeras.

## Verhaal
Ruby Gentry is afkomstig uit een eenvoudig vissersgezin. Ze heeft een knipperlichtrelatie met een man uit een gegoede familie. Ze geniet door haar oprechtheid zowel bewondering als wantrouwen in de lokale gemeenschap. Haar liefdesleven gaat niet over rozen.
De countryzangeres Roberta Lee Streeter noemde zich Bobbie Gentry naar de hoofdpersoon van deze film.

## Rolverdeling
| Acteur               | Personage                    |
| -------------------- | ---------------------------- |
| Jennifer Jones       | Ruby Gentry                  |
| Charlton Heston      | Boake Tackman                |
| Karl Malden          | Jim Gentry                   |
| Tom Tully            | Jud Corey                    |
| Barney Phillips      | Dr. Saul Manfred / Verteller |
| James Anderson       | Jewel Corey                  |
| Josephine Hutchinson | Letitia Gentry               |
| Phyllis Avery        | Tracy McAuliffe              |
| Herbert Heyes        | Rechter Tackman              |
| Myra Marsh           | Ma Corey                     |
| Charles Cane         | Cullen McAuliffe             |
| Sam Flint            | Neil Fallgren                |
| Frank Wilcox         | Clyde Pratt                  |